# Anke Bär
Anke Bär (* 1977 in Erlangen) ist eine deutsche Kinderbuchautorin und Illustratorin.

## Leben und Wirken
Anke Bär absolvierte von 1997 bis 1998 ein Gestalterisches Basisjahr in der Werkbundwerkstatt Nürnberg e.V. Während ihres Studienaufenthaltes in Bologna von 2001 bis 2002 war sie als Regieassistentin am Teatro Testoni Ragazzi tätig und absolvierte ein museumspädagogisches Praktikum. Anke Bär studierte in Hildesheim bis 2007 Kulturwissenschaften und Ästhetische Praxis. Seit 2009 ist sie als freischaffende Autorin und Illustratorin in Bremen tätig, wo sie auch wohnt. Im Rahmen von Lehraufträgen für Zeichnen, Illustration und Kinder- und Jugendliteratur unterrichtete sie an der Hochschule Bremen, der HAWK Hildesheim und der Hochschule Magdeburg-Stendal. 2012 erschien ihr Debüt Wilhelms Reise, 2014 folgte Endres, der Kaufmannssohn. Beide Bücher waren für den Deutschen Jugendliteraturpreis nominiert. 2018 erschien ihr drittes Buch Kirschendiebe oder als der Krieg vorbei war.
Im Jahr 2023 gewann Bär das Bremer Projektstipendium für ihren Essay „Du Tier, ich Mensch?“, in dem sie sich philosophisch, aber kindgerecht, mit dem Verhältnis von Mensch und Tier auseinandersetzt.
Anke Bär ist verheiratet und hat zwei Kinder.

## Veröffentlichungen
- Wilhelms Reise – Eine Auswanderergeschichte. Gerstenberg, Hildesheim 2012, ISBN 978-3-8369-5409-9.
- Endres, der Kaufmannssohn. Gerstenberg, Hildesheim 2014, ISBN 978-3-8369-5774-8.
- Kirschendiebe oder als der Krieg vorbei war. Gerstenberg, Hildesheim 2018, ISBN 978-3-8369-5997-1.
- Anke Bär: Divertimento: Kirschendiebe. Musikalische Lesung mit Anke Bär und den Bremer Philharmonikern. Bremer Philharmoniker, Bremen 2021.
- Anke Bär (Hrsg.): Die glücklichen Inseln hinter dem Winde. Mitteldeutscher Verlag, Halle 2021, ISBN 978-3-96311-530-1.

## Nominierungen (Auswahl)
- 2013: Nominierung Deutscher Jugendliteraturpreis für „Wilhelms Reise – Eine Auswanderergeschichte“
- 2015: Nominierung Deutscher Jugendliteraturpreis und Deutsch-Französischer Jugendliteraturpreis für „Endres, der Kaufmannssohn“